# Каприано дел Коле
Каприа̀но дел Ко̀ле (на италиански: Capriano del Colle, на източноломбардски: Cavreà, Кавреа, от 1927 до 1957 г. Capriano Azzano, Каприано Адзано) е малко градче и община в Северна Италия, провинция Бреша, регион Ломбардия. Разположено е на 92 m надморска височина. Населението на общината е 4677 души (към 2013 г.).